# لبلاب ثلاثي الألوان
لبلاب ثلاثي الألوان أو اللُوَايَة الصَغِيرَة أو شَب النهار أو نور العَشِية (الاسم العلمي: Convolvulus tricolor) هو نوع من النباتات يتبع جنس اللبلاب من الفصيلة اللبلابية.